# Baioneta Tipus 30
La Baioneta Tipus 30 (三十年式銃剣 (sanjūnen-shiki jūken, en japonès)) era una baioneta dissenyada per a l'Exèrcit Imperial Japonès per a ser utilitzada en el fusell d'Arisaka Tipus 30, i més tard va ser utilitzat pel Fusell Tipus 38 i el Tipus 99. Es van produir un total d'unes 8,4 milions d'unitats, les quals van romandre en servei des de la Guerra russojaponesa fins al final de la Segona Guerra Mundial.

## Descripció

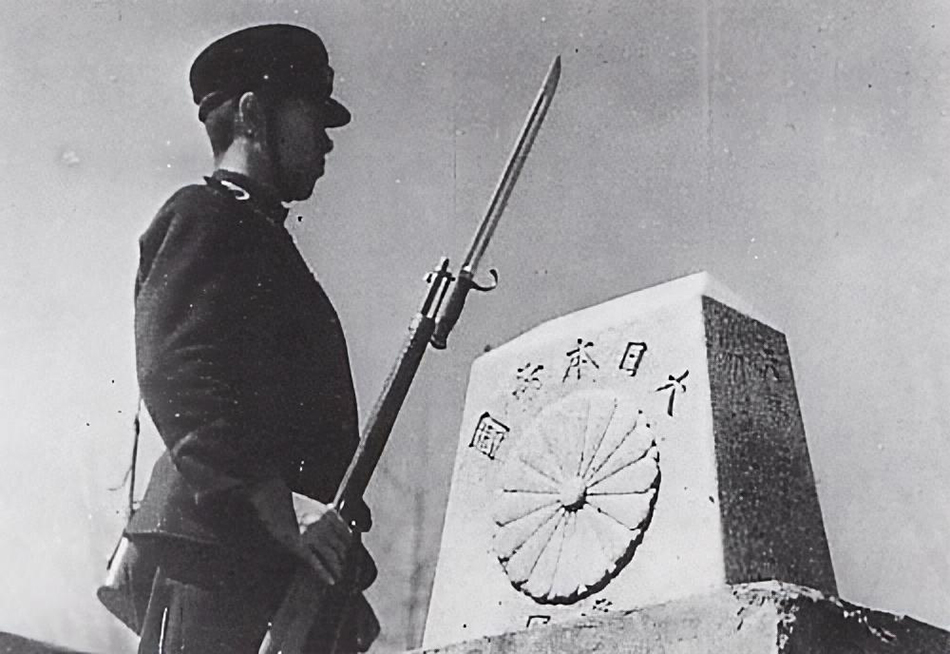
Soldat del Regiment 50 de Defensa Fronterera en Sakhalín, amb la baioneta Tipus 30 fixada en el seu fusell.

La baioneta Tipus 30 era una baioneta amb una sola fulla, amb una llargada d'uns 400 mm de fulla, i una llargada total d'uns 514 mm, amb un pes aproximat d'uns 700 grams. La Baioneta Tipus 30 també és coneguda com a Baioneta Model 1897. Les primeres versions de la Tipus 30 estaven dotades d'una guarda creuada, el que els donava una aparença diferent a les normals, però els models més moderns disposaven d'una guarda fina, molt més comuna i extensa que la creuada.
El disseny intentava dotar al soldat d'infanteria mitjà japonès d'una baioneta suficientment llarga per a poder travessar l'abdomen d'un soldat de cavalleria. A pesar de tindre una bona idea, l'arma tenia alguns aspectes negatius, les quals eren causades per la mala qualitat dels forjats utilitzats, que no tendien a oxidar-se ràpidament i no tenien vores, el que provocava que les baionetes es trenquessin amb molta facilitat en ser doblegades.
L'arma va ser produïda des de 1897 fins a 1945 en una gran varietat de llocs i arsenals diferents, incloent els arsenals de Kokura, l'arsenal de Koishikawa (en Tòquio) i en l'arsenal de Nagoya, a part d'alguns contractes amb empreses privades com per exemple Matsushita, Toyota Automatic Loom, entre d'altres.

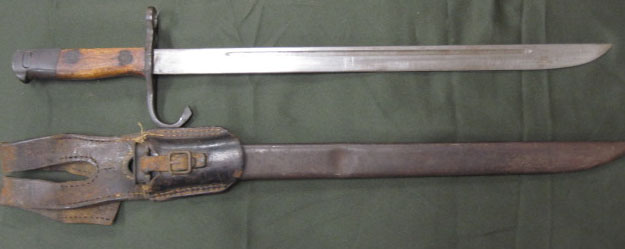
Baioneta Tipus 30

## Variants
Hi havien diverses versions d'aquestes baionetes:
- Tipus 30 de les primeres tandes:
  - Llargada de la fulla: 394 mm
  - Llargada total: 508 mm
  - Diàmetre del mànec: 14 mm

Era la primera versió, la qual era molt més complexa que les altres, i podia ser muntada en tots els fusells de l'Exèrcit Imperial Japonès, al igual que en els fusells de 6,5 mm Carcano.
- Tipus 30 de mitjans de la Segona Guerra Mundial:
  - Llargada de la fulla: 397 mm
  - Llargada total: 508 mm
  - Diàmetre del mànec: 14,1 mm

Aquest fusells començaven a ser més simples que els de principis de la guerra, encara que conservaven quasi totes les seves característiques originals.
- Tipus 30 d'última generació (de finals de la guerra):
  - Llargada de la fulla: 397 mm
  - Llargada total: 508 mm
  - Diàmetre del mànec: 14,2 mm

Aquest fusell es va utilitzar cap al final de la Segona Guerra Mundial, i van ser produïts junt a les versions curtes del fusell Tipus 99, encara que es podien utilitzar en tots els altres fusells japonesos.
Aquesta versió era molt més simplificada que les altres, típica de finals de la guerra. En aquesta versió, el porta baionetes estava fet de fusta, i utilitzant les mínimes quantitats de metall.
- Tipus 30 model pal:
  - Llargada de la fulla: 397 mm
  - Llargada total: 486 mm
  - Diàmetre del mànec: ? mm

Va ser la última versió de la baioneta Tipus 30, i aquesta era la més simplificada, bàsica i crua de totes. Estava construïda amb fusta i una planxa de metall, la qual se situava entre dues peces de fusta, creant així una versió molt barata de la baioneta.
- Tipus 30 d'Escola:
  - Llargada de la fulla: 394–381 mm
  - Llargada total: 514–495 mm
  - Diàmetre del mànec: 14,5-13,2 mm

Versió simple adaptada per a ser utilitzada en els fusells d'entrenament. Eren fabricades en tendes locals, i no complien amb els paràmetres mínims requerits per l'exèrcit per a una baioneta, ja que aquestes no estaven pensades per a entrar en combat, sinó que el seu únic propòsit era l'entrenament.